# Рамна (дем Пеония)
Вижте пояснителната страница за други значения на Рамна.
Ра̀мна (на гръцки: Ομαλό, Омало, катаревуса: Ομαλόν, Омалон, до 1926 година Ράμνα) е село в Егейска Македония, Гърция, част от дем Пеония в административна област Централна Македония.

## География
Селото е разположено на 500 m надморска височина, на 10 km югозападно от демовия център Гумендже (Гумениса) в югоизточните склонове на планината Паяк (Пайко). В близост е разположен манастирът „Свети Георги и Света Богородица Утешение“.

## История

### В Османската империя
В XIX век Рамна е чисто българско село в Ениджевардарска каза на Османската империя. Църквата „Рождество Богородично“ е от средата на XIX век.
На австро-унгарската военна карта селото е отбелязано като Рамна (Ramna), на картата на Йоргос Кондоянис също е отбелязано като Рамна (Ράμνα), християнско село. Според Николаос Схинас („Οδοιπορικαί σημειώσεις Μακεδονίας, Ηπείρου, Νέας οροθετικής γραμμής και Θεσσαλίας“) в средата на 80-те години на XIX век Рамна (Ράμνα) е село с 20 християнски семейства.
Според статистиката на Васил Кънчов („Македония. Етнография и статистика“) в 1900 година в Рамна живеят 150 българи християни.
През Илинденското въстание на 9 септември 1903 година край Рамна Апостол войвода със своя отряд от 63 четници дава сражение на 110 османски войници, в което загиват един четник и един войник.
След въстанието в 1904 година цялото село минава под върховенството на Българската екзархия. По данни на секретаря на екзархията Димитър Мишев („La Macédoine et sa Population Chrétienne“) в 1905 година Рамна (Ramna) има 304 българи екзархисти.
По данни на Екзархията в 1910 година Рамна е чифлигарско село с 30 семейства, 175 жители българи и една черква.
В 1910 година Халкиопулос пише, че в селото (Ράμνα) има 118 екзархисти.
При избухването на Балканската война един човек от Рамна е доброволец в Македоно-одринското опълчение.

### В Гърция
По време на Балканската война в селото влизат гръцки части, а след Междусъюзническата Рамна попада в Гърция. В 1912 година е регистрирано като селище с християнска религия и „македонски“ език. Преброяването в 1913 година показва Рамна (Ράμνα) като село с 81 мъже и 86 жени.
Боривое Милоевич пише в 1921 година („Южна Македония“), че Рамна има 20 къщи славяни християни.
От 30 български семейства към 1912 година до 1928 година в България се изселват 2 семейства и в селото остават 28 български семейства. Ликвидирани са 3 имота на жители, преселили се в България.
В 20-те години в селото са заселени гърци бежанци. В 1928 година в селото е смесено местно-бежанско с 15 бежански семейства и 44 жители бежанци. В 1926 името на селото е преведено на Омалон. Бежанците напускат селото и в 1940 година в него живеят само жители с местен произход.
През зимата на 1947 година, по време на Гражданската война, властите принудително изселват жителите на Рамна в полските села Ашиклар и Бозец. След нормализацията те се връщат в Рамна.
Селото традиционно се занимава с производство на картофи, пшеница и други земеделски продукти.
| Година    | 1913 | 1920 | 1928 | 1940 | 1951 | 1961 | 1971 | 1981 | 1991 | 2001 | 2011 | 2021 |
| --------- | ---- | ---- | ---- | ---- | ---- | ---- | ---- | ---- | ---- | ---- | ---- | ---- |
| Население | 167  | 156  | 145  | 216  | 144  | 179  | 219  | 152  | 115  | 123  | 121  | 104  |

## Личности
Родени в Рамна
- Митре Константинов, български революционер от ВМОРО, четник на Апостол Петков[18]
- Петър Бояджиев, български революционер от ВМОРО, четник на Апостол Петков[18]
- Христо Иванов (1890 – 1913), македоно-одрински опълченец, 4 рота на 5 одринска дружина, загинал в Междусъюзническата война на 9 юли 1913 година[19]